# Joan Cervera i Batariu
Joan Cervera i Batariu (Barcelona, 20 de maig de 1926 - Barcelona, 18 d'abril de 2024) fou un excursionista català, activista cultural, promotor i renovador de l'excursionisme a Catalunya.

## Biografia
Joan Cervera i Batariu era fill d'un militant d'ERC que haver d'exiliar-se després de la guerra civil espanyola. Va estudiar màrqueting, publicitat i tècniques d'expressió i va treballar a l'empresa Myrurgia, on va arribar a ocupar un càrrec directiu.
Va ser soci del Club Excursionista de Gràcia des de 1950, essent membre del Grup Especial d'Escalada (GEDE) d'aquest centre, que va presidir de 1953 a 1957.Posteriorment va presidir el mateix Club Excursionista de Gràcia, de 1957 a 1961. Durant la seva presidència es va crear el Grup d'Investigacions Espeleològiques i l'Agrupament Escolta Pere Rosselló. Va presidir també el Grup de Socors a la Muntanya de la Delegació Catalana de la FEM (Federación Española de Montañismo, 1963-1965) i la Delegació Catalana del GAME[explicar sigles] (1963-1965) i vicepresident de la Federació d'Entitats Excursionistes de Catalunya(1992-1995). Va ser cofundador de les Primeres Jornades de Medicina de Muntanya i va organitzar les operacions de recuperació del paisatge de l'alta muntanya (Pirineus) de Mountain Wilderness Catalunya. Va presidir Mountain Wilderness Catalunya entre 1991 i 1995 i en va ser un dels principals impulsors. El 1999 en va ser nomenat president d'honor. Va ser Membre del Comitè Executiu de Mountain Wilderness International (1991) i Garant Internacional d'aquesta organització (1998). També fou membre del Grup Cavall Bernat.
Mogut per les seves idees catalanistes, a partir de 1959 Cervera va formar part, en la clandestinitat, del Consell Nacional Català, i en va ser secretari sota la presidència de Josep Maria Batista i Roca. També va ser membre de l'Assemblea Democràtica de Gràcia. Va ser un actiu independentista català i va col·laborar en nombroses iniciatives de promoció de la llengua catalana com ara la Flama de la Llengua Catalana o l'Any Pompeu Fabra (1968).
El teatre era una altra de les aficions de Joan Cervera i des de la dècada de 1950 va anar cercant obres teatrals que tinguessin relació amb la muntanya. En va crear un corpus i va definir el teatre de muntanya com un nou que consisteix en «peces teatrals que tenen per única o principal temàtica la muntanya i el seu entorn excursionista o alpinista». El 2017 va cedir el seu fons especialitzat en teatre amb relació a l’excursionisme i la muntanya al Centre de Documentació i Museu de les Arts Escèniques. El 2015 ja havia cedit una col·lecció documental de temàtica cinematogràfica a la Filmoteca de Catalunya. Com a vicepresident del Club Excursionista de Gràcia, va voler organitzar un Festival de Teatre de Muntanya als volts de 1969, juntament a l'Escola d’Art Dramàtic Adrià Gual (EADAG).
El 1972 va ser un dels promotors de la Travessa Matagalls-Montserrat juntament amb Carles Albesa Riba que llavors presidia el Club Excursionista de Gràcia. Ell, Carles Albesa Riba i Jordi Ribot van ser els primers a intentar de repetir la gesta que havia fet Jaume Oliveras el 1904.
Com a muntanyenc va pujar els principals cims catalans i espanyols, al Pirineu, a més dels Alps i diverses muntanyes de Grècia i va practicar tant l'excursionisme com l'alpinisme, l'escalada o l'esquí. Hi ha una via a Montserrat que du el seu nom, la Via Joan Cervera i Batariu, oberta el 2011 en honor seu pels germans Òscar i Albert Masó. Es troba a la Cua del Bacallà o Agulla Joan Salvat-Papasseit. Com a escalador, Joan Cervera i Batariu també havia obert noves vies a Montserrat com la via normal a l’Agulla de Santa Cecília.
Va escriure diversos llibres de muntanya, com ara La màgia de la muntanya (1991), Soliloquis muntanyencs (1998), Clergues excursionistes (2004) o Frec a frec de la muntanya (2016). Fruit d'un treball de camp de dialectologia va publicar Dietari de treball de Camp a la Segarra (2011). Va viatjar amb Albert Manent per diversos indrets del territori a la recerca dels noms populars de núvols, boires i vents, per fer enquestes. Fruit de la recerca van ser els llibres que van publicar conjuntament, alguns amb altres col·laboradors: Els noms populars de núvols, boires i vents al Vallès Occidental (2000), Els noms populars de núvols, boires i vents a l'Urgell (2006), Els noms populars de núvols, boires i vents al Vallès Oriental (2008), Lèxic de meteorologia popular a les Garrigues (2008), Els noms populars de núvols, boires i vents de la Segarra (2009), Els noms populars de núvols, boires i vents de la comarca de la Selva (2010) i Els noms populars de núvols, boires i vents del Baix Empordà (2014). Fou també un impulsor del llibre de muntanya i sobre literatura de muntanya. El 2002, va ser un dels creadors de la Fira del Llibre de Muntanya de Collsacabra. Va escriure nombrosos articles sobretot sobre país, la Vila de Gràcia i muntanya, especialment en revistes de muntanya però també a Serra d'Or, Revista de Catalunya, al diari Avui o a La Vanguardia. Va dirigir també durant quatre anys (1974-1978) el butlletí Mai Enrere del Club Excursionista de Gràcia, butlletí del qual també seria membre del consell redactor conjuntament amb la seva dona, la també excursionista i filòloga Aurora Vila i Guàrdia. L'any 2013 va recopilar, juntament amb la seva filla, tot un seguit d'articles de la seva dona, Aurora Vila i Guàrdia, per publicar-los amb el títol Que n’hem fet, de les nostres muntanyes?
Joan Cervera i Batariu va morir als noranta-set anys el 18 d'abril de 2024 en una residència de Barcelona.

## Reconeixements[2]
- Medalla Forjador de la Història Esportiva de Catalunya, atorgada per la Generalitat de Catalunya (1993)
- Menció especial al Millor Historial Esportiu de la II Nit de l'Esport de Gràcia.
- Premi a la millor trajectòria esportiva individual en l’edició 2014 dels premis Nit de l’Esport de Gràcia.[18]
- Medalla d'Honor de Barcelona (2005)
- Premi d'Actuació Cívica de la Fundació Lluís Carulla.[1]
- Creu de Sant Jordi (2012)[19]
- Membre d’honor del GAME (1964)
- Membre d’honor del GEDE (1970)
- President d’honor de Mountain Wilderness de Catalunya (1996)
- President d’honor del CEG (2011)
- Ensenya d’Or de la FEEC (2011)
- President d’Honor de l’Associació Cultural L’independent de Gràcia[20]
- Premi d'Honor Vila de Gràcia 2015[21]

## Fons
- El 2015 va dipositar una col·lecció documental de temàtica cinematogràfica a la Filmoteca de Catalunya.[7]
- El 2017 diposita la seva col·lecció de teatre de muntanya al Centre de Documentació i Museu de les Arts Escèniques.[8]
- L’any 2002 va dipositar a l’Arxiu Nacional de Catalunya el seu fons personal, Joan Cervera Batariu-Aurora Vila i Guàrdia.[22]
- El seu fons es conserva al Centre de Documentació i Museu de les Arts Escèniques i consta part de les seves obres, a banda de documents personals i administratius. A més a més també hi trobarem fotografies i correspondència.